# Johann Baptist von Eptingen
Freiherr Johann Baptist Ferdinand Sebastian von Eptingen (* 10. Dezember 1714 in Neu-Weiler im Elsass; † 28. Mai 1783 in Mergentheim) war Ritter des Deutschen Ordens, Komtur von Rufach, Hitzkirch und Beuggen sowie Statthalter des Großmeisters in Mergentheim. In seiner militärischen Karriere diente er in Österreich, Sachsen, Polen und dem Fürstbischof von Augsburg, bevor er 1758 die Führung des neu aufgestellten Infanterieregiments des Bischofs von Basel übernahm, das im Dienste Frankreichs stand.

## Familie
Johann Baptist entstammte der Blochmonter Linie der Freiherren von Eptingen, die 1189 erstmals in einer vermutlich gefälschten Urkunde erwähnt werden. Sein Vater war Konrad Anton von Eptingen (* 3. September 1677; †  6. Mai 1757), seine Mutter Johanna Katharina Jakobea von Ramschwag (* 19. Februar 1687 in Kipfenberg im oberbayrischen Landkreis Eichstätt; †  21. Januar 1761). Johann Baptist hatte vier Geschwister, von denen der älteste Bruder Franz Joseph Peter (* 26. Juli 1710; †  11. April 1786) vom Vater die Herrschaft Neu-Weiler übernahm. Seine Schwester Rosa (* 17. Januar 1712; †  22. Dezember 1793) wurde mit Franz Kasimir Armand Hamann Cäsar Xaver Sigmund Peter von Reinach-Hirzbach (* 31. Januar 1710; †  4. Januar 1776) verheiratet und hatte zahlreiche Kinder. Der zweitälteste Bruder Karl Joseph Ludwig (* 1713; †  1794) war der letzte bischöfliche Hofmarschall von Basel. Seine zweite Schwester Maria Anna Anastasia († 1796) war seit 1763 Äbtissin des adeligen Damenstifts Schänis.

## Leben

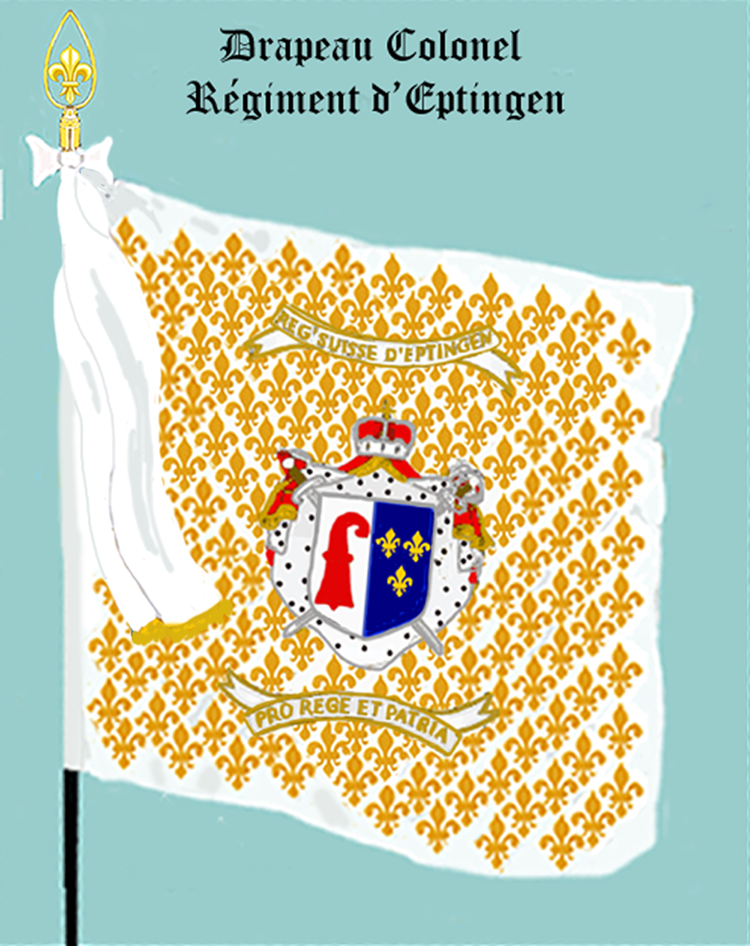
Leibfahne des Régiment d'Eptingen 1758–1783

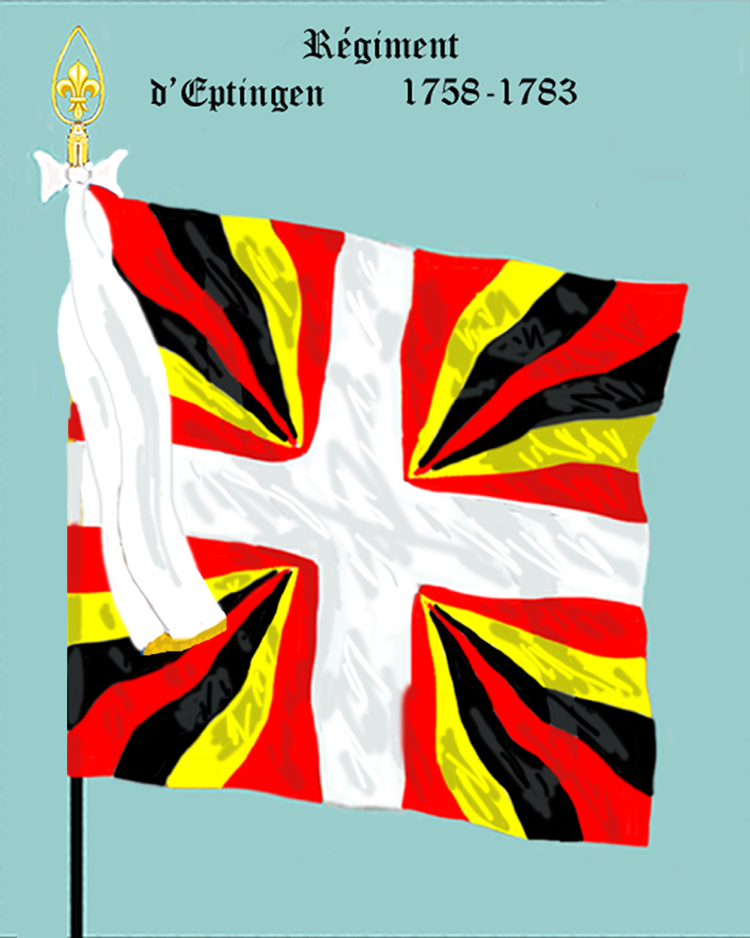
Ordonnanzfahne des Régiment d'Eptingen 1758–1783.

Als nachgeborener Sohn schlug Johann Baptist eine militärische Karriere ein. 1735 trat er ins Regiment Rose-Cavalerie ein und diente in Österreich, in Sachsen, dem König von Polen und dem Fürstbischof von Augsburg. 1741 wurde er in die Ballei Elsass-Burgund des Deutschen Ordens aufgenommen. Zehn Jahre später wurde ihm das Amt des Komturs von Rufach anvertraut, ab 1756 leitete er die Deutschordenskommende Hitzkirch.
Als 1758 der Bischof von Basel, Josef Wilhelm Rink von Baldenstein, ein eigenes Infanterieregiment aufstellte, wurde er zu dessen Kommandant bestellt. Das Regiment stand im Dienste Frankreichs. Im Jahre 1761 ernannte ihn der Hochmeister des Deutschen Ordens, Clemens August von Bayern, zum Statthalter der Ordensregierung in Mergentheim. Johann Baptist von Eptingen bewährte sich im Dienste Frankreichs und wurde 1762 durch den französischen König Ludwig XV. zum Brigadier des armées befördert. Von 1764 an bis zu seinem Tode 1783 amtete er als Komtur der Deutschordenskommende Beuggen. Beteiligt an der Eroberung Korsikas von 1768 bis 1769, wurde er 1770 zum Maréchal de camp befördert.